# Grand Prix Formule 1 van Duitsland 2016
De Grand Prix Formule 1 van Duitsland 2016 werd gehouden op 31 juli 2016 op de Hockenheimring. Het was de twaalfde race van het kampioenschap.

## Vrije trainingen

### Uitslagen
- Er wordt enkel de top-5 weergegeven.

| Vrije training 1 | Pos | No | Coureur          | Constructeur       | Tijd     |
| ---------------- | --- | -- | ---------------- | ------------------ | -------- |
| Vrije training 1 | 1   | 6  | Nico Rosberg     | Mercedes           | 1:15.517 |
| Vrije training 1 | 2   | 44 | Lewis Hamilton   | Mercedes           | 1:15.843 |
| Vrije training 1 | 3   | 5  | Sebastian Vettel | Ferrari            | 1:16.667 |
| Vrije training 1 | 4   | 7  | Kimi Räikkönen   | Ferrari            | 1:16.852 |
| Vrije training 1 | 5   | 33 | Max Verstappen   | Red Bull-TAG Heuer | 1:16.927 |
| Vrije training 2 | Pos | No | Coureur          | Constructeur       | Tijd     |
| Vrije training 2 | 1   | 6  | Nico Rosberg     | Mercedes           | 1:15.614 |
| Vrije training 2 | 2   | 44 | Lewis Hamilton   | Mercedes           | 1:16.008 |
| Vrije training 2 | 3   | 5  | Sebastian Vettel | Ferrari            | 1:16.208 |
| Vrije training 2 | 4   | 33 | Max Verstappen   | Red Bull-TAG Heuer | 1:16.456 |
| Vrije training 2 | 5   | 3  | Daniel Ricciardo | Red Bull-TAG Heuer | 1:16.490 |
| Vrije training 3 | Pos | No | Coureur          | Constructeur       | Tijd     |
| Vrije training 3 | 1   | 6  | Nico Rosberg     | Mercedes           | 1:15.738 |
| Vrije training 3 | 2   | 44 | Lewis Hamilton   | Mercedes           | 1:15.795 |
| Vrije training 3 | 3   | 3  | Daniel Ricciardo | Red Bull-TAG Heuer | 1:15.837 |
| Vrije training 3 | 4   | 7  | Kimi Räikkönen   | Ferrari            | 1:15.902 |
| Vrije training 3 | 5   | 5  | Sebastian Vettel | Ferrari            | 1:16.104 |

Testcoureurs in vrije training 1:
 Charles Leclerc (Haas-Ferrari, P17)
 Esteban Ocon (Renault, P20)

## Kwalificatie
Mercedes-coureur Nico Rosberg behaalde zijn vijfde pole position van het seizoen door teamgenoot Lewis Hamilton te verslaan, ondanks een probleem met zijn elektronica waardoor hij pas laat in de sessie zijn eerste tijd neerzette. De Red Bull-teamgenoten Daniel Ricciardo en Max Verstappen werden derde en vierde, voor het Ferrari-duo Kimi Räikkönen en Sebastian Vettel. Force India-coureur Nico Hülkenberg en Williams-coureur Valtteri Bottas werden zevende en achtste, terwijl Sergio Pérez en Felipe Massa de top 10 afsloten.
Romain Grosjean kreeg een gridstraf van vijf startplaatsen omdat zijn team Haas zijn versnellingsbak moest vervangen na problemen tijdens de derde vrije training. Toro Rosso-coureur Carlos Sainz jr. kreeg drie startplaatsen straf omdat hij tijdens het tweede deel van de kwalificatie Felipe Massa hinderde. Nico Hülkenberg moest één plaats op de grid inleveren omdat zijn team Force India hem tijdens de kwalificatie een set banden gaf die volgens de reglementen na afloop van de derde vrije training had moeten worden ingeleverd.

### Kwalificatie-uitslag
| Pos                 | No | Coureur           | Constructeur         | Q1       | Q2       | Q3       | Grid |
| ------------------- | -- | ----------------- | -------------------- | -------- | -------- | -------- | ---- |
| 1                   | 6  | Nico Rosberg      | Mercedes             | 1:15.485 | 1:14.839 | 1:14.363 | 1    |
| 2                   | 44 | Lewis Hamilton    | Mercedes             | 1:15.243 | 1:14.748 | 1:14.470 | 2    |
| 3                   | 3  | Daniel Ricciardo  | Red Bull-TAG Heuer   | 1:15.591 | 1:15.545 | 1:14.726 | 3    |
| 4                   | 33 | Max Verstappen    | Red Bull-TAG Heuer   | 1:15.875 | 1:15.124 | 1:14.834 | 4    |
| 5                   | 7  | Kimi Räikkönen    | Ferrari              | 1:15.752 | 1:15.242 | 1:15.142 | 5    |
| 6                   | 5  | Sebastian Vettel  | Ferrari              | 1:15.927 | 1:15.630 | 1:15.315 | 6    |
| 7                   | 27 | Nico Hülkenberg   | Force India-Mercedes | 1:16.301 | 1:15.623 | 1:15.510 | 8    |
| 8                   | 77 | Valtteri Bottas   | Williams-Mercedes    | 1:15.952 | 1:15.490 | 1:15.530 | 7    |
| 9                   | 11 | Sergio Pérez      | Force India-Mercedes | 1:16.169 | 1:15.500 | 1:15.537 | 9    |
| 10                  | 19 | Felipe Massa      | Williams-Mercedes    | 1:16.503 | 1:15.699 | 1:15.615 | 10   |
| 11                  | 21 | Esteban Gutiérrez | Haas-Ferrari         | 1:15.987 | 1:15.883 |          | 11   |
| 12                  | 22 | Jenson Button     | McLaren-Honda        | 1:16.172 | 1:15.909 |          | 12   |
| 13                  | 55 | Carlos Sainz jr.  | Toro Rosso-Ferrari   | 1:16.317 | 1:15.989 |          | 15   |
| 14                  | 14 | Fernando Alonso   | McLaren-Honda        | 1:16.338 | 1:16.041 |          | 13   |
| 15                  | 8  | Romain Grosjean   | Haas-Ferrari         | 1:16.328 | 1:16.086 |          | 20   |
| 16                  | 30 | Jolyon Palmer     | Renault              | 1:16.636 | 1:16.665 |          | 14   |
| 17                  | 20 | Kevin Magnussen   | Renault              | 1:16.716 |          |          | 16   |
| 18                  | 94 | Pascal Wehrlein   | MRT-Mercedes         | 1:16.717 |          |          | 17   |
| 19                  | 26 | Daniil Kvjat      | Toro Rosso-Ferrari   | 1:16.876 |          |          | 18   |
| 20                  | 88 | Rio Haryanto      | MRT-Mercedes         | 1:16.977 |          |          | 19   |
| 21                  | 12 | Felipe Nasr       | Sauber-Ferrari       | 1:17.123 |          |          | 21   |
| 22                  | 9  | Marcus Ericsson   | Sauber-Ferrari       | 1:17.238 |          |          | 22   |
| 107% tijd: 1:20.114 |    |                   |                      |          |          |          |      |

## Wedstrijd

### Verslag
De race werd gewonnen door Lewis Hamilton, die al voor de eerste bocht Nico Rosberg had ingehaald en zo zijn zesde overwinning van het seizoen behaalde. De Red Bulls van Daniel Ricciardo en Max Verstappen maakten het podium compleet. Rosberg, die tijdens de race nog een straf van vijf seconden kreeg, eindigde de race als vierde, voor de Ferrari's van Sebastian Vettel en Kimi Räikkönen. Nico Hülkenberg werd zevende, voor een sterk rijdende Jenson Button op de achtste plaats. Valtteri Bottas werd, ondanks zijn hevige bandenslijtage in de laatste ronden, negende, terwijl Sergio Pérez op de tiende plaats het laatste punt behaalde.

### Race-uitslag
| Pos. | No. | Coureur           | Constructeur         | Rondes | Tijd/Oorzaak uitval | Grid | Punten |
| ---- | --- | ----------------- | -------------------- | ------ | ------------------- | ---- | ------ |
| 1    | 44  | Lewis Hamilton    | Mercedes             | 67     | 1:30:44.200         | 2    | 25     |
| 2    | 3   | Daniel Ricciardo  | Red Bull-TAG Heuer   | 67     | +6.996              | 3    | 18     |
| 3    | 33  | Max Verstappen    | Red Bull-TAG Heuer   | 67     | +13.413             | 4    | 15     |
| 4    | 6   | Nico Rosberg      | Mercedes             | 67     | +15.845             | 1    | 12     |
| 5    | 5   | Sebastian Vettel  | Ferrari              | 67     | +32.570             | 6    | 10     |
| 6    | 7   | Kimi Räikkönen    | Ferrari              | 67     | +37.023             | 5    | 8      |
| 7    | 27  | Nico Hülkenberg   | Force India-Mercedes | 67     | +1:10.049           | 8    | 6      |
| 8    | 22  | Jenson Button     | McLaren-Honda        | 66     | +1 ronde            | 12   | 4      |
| 9    | 77  | Valtteri Bottas   | Williams-Mercedes    | 66     | +1 ronde            | 7    | 2      |
| 10   | 11  | Sergio Pérez      | Force India-Mercedes | 66     | +1 ronde            | 9    | 1      |
| 11   | 21  | Esteban Gutiérrez | Haas-Ferrari         | 66     | +1 ronde            | 11   |        |
| 12   | 14  | Fernando Alonso   | McLaren-Honda        | 66     | +1 ronde            | 13   |        |
| 13   | 8   | Romain Grosjean   | Haas-Ferrari         | 66     | +1 ronde            | 20   |        |
| 14   | 55  | Carlos Sainz jr.  | Toro Rosso-Ferrari   | 66     | +1 ronde            | 15   |        |
| 15   | 26  | Daniil Kvjat      | Toro Rosso-Ferrari   | 66     | +1 ronde            | 18   |        |
| 16   | 20  | Kevin Magnussen   | Renault              | 66     | +1 ronde            | 16   |        |
| 17   | 94  | Pascal Wehrlein   | MRT-Mercedes         | 65     | +2 ronden           | 17   |        |
| 18   | 9   | Marcus Ericsson   | Sauber-Ferrari       | 65     | +2 ronden           | 22   |        |
| 19   | 30  | Jolyon Palmer     | Renault              | 65     | +2 ronden           | 14   |        |
| 20   | 88  | Rio Haryanto      | MRT-Mercedes         | 65     | +2 ronden           | 19   |        |
| DNF  | 12  | Felipe Nasr       | Sauber-Ferrari       | 57     | Krachtbron          | 21   |        |
| DNF  | 19  | Felipe Massa      | Williams-Mercedes    | 36     | Ophanging           | 10   |        |

## Tussenstanden wereldkampioenschap
Betreft tussenstanden voor het wereldkampioenschap na afloop van de race.

### Coureurs
| Positie | No. | Rijder           | Team                 | Punten |
| ------- | --- | ---------------- | -------------------- | ------ |
| 01      | 44  | Lewis Hamilton   | Mercedes             | 217    |
| 02      | 6   | Nico Rosberg     | Mercedes             | 198    |
| 03      | 3   | Daniel Ricciardo | Red Bull-TAG Heuer   | 133    |
| 04      | 7   | Kimi Räikkönen   | Ferrari              | 122    |
| 05      | 5   | Sebastian Vettel | Ferrari              | 120    |
| 06      | 33  | Max Verstappen   | Red Bull-TAG Heuer   | 115    |
| 07      | 77  | Valtteri Bottas  | Williams-Mercedes    | 58     |
| 08      | 11  | Sergio Pérez     | Force India-Mercedes | 48     |
| 09      | 19  | Felipe Massa     | Williams-Mercedes    | 38     |
| 10      | 27  | Nico Hülkenberg  | Force India-Mercedes | 33     |

### Constructeurs
| Positie | Team                 | Punten |
| ------- | -------------------- | ------ |
| 01      | Mercedes             | 415    |
| 02      | Red Bull-TAG Heuer   | 256    |
| 03      | Ferrari              | 242    |
| 04      | Williams-Mercedes    | 96     |
| 05      | Force India-Mercedes | 81     |
| 06      | Toro Rosso-Ferrari   | 45     |
| 07      | McLaren-Honda        | 42     |
| 08      | Haas-Ferrari         | 28     |
| 09      | Renault              | 6      |
| 10      | MRT-Mercedes         | 1      |